# Iphinoe douniae
Iphinoe douniae är en kräftdjursart som beskrevs av Michel Ledoyer 1965. Iphinoe douniae ingår i släktet Iphinoe och familjen Bodotriidae. Inga underarter finns listade i Catalogue of Life.